# T Librae
T Librae är en pulserande variabel av Mira Ceti-typ (M) i stjärnbilden Vågen. 
Stjärnan varierar mellan visuell magnitud +10,2 och 16,8 med en period av 237,5 dygn.